# Chris Burden
Chris Burden (* 11. April 1946 in Boston, Massachusetts; † 10. Mai 2015 in Topanga, Kalifornien) war ein US-amerikanischer Künstler, der in den frühen 1970er Jahren stark zur Begründung der Body-Art beitrug.

## Leben
Chris Burden wurde 1946 als Sohn eines Ingenieurs und einer Biologin in Boston geboren. Nach einer Kindheit in Frankreich und Italien schloss er zuerst die High School in Cambridge, Massachusetts ab und schrieb sich anschließend in Claremont für Architektur, Physik und schließlich Kunst ein. 1971 beendete er sein Studium an der University of California in Irvine; für seine Abschlussarbeit Five-Day Locker Piece schloss er sich fünf Tage lang in einem Spind ein, in dem lediglich eine Flasche mit Trinkwasser und eine weitere für Urin angebracht waren. Im Laufe der 1970er Jahre stieg Burden zu einem der wichtigsten amerikanischen Vertreter der Body-Art auf, wandte sich aber auch anderen Kunstformen wie der Konzeptkunst und der Installation zu. 1978 wurde er an der UCLA zum Professor berufen und Leiter des Bereichs „Neue Medien“. 2004 legten er und seine ebenfalls an der UCLA lehrende Ehefrau Nancy Rubins aus Protest ihre Hochschulämter nieder, nachdem die Hochschulleitung sich gegen die Exmatrikulation eines Studenten ausgesprochen hatte, der während eines Seminars mit einer Pistolenattrappe einen Suizid vorgetäuscht hatte. 2014 wurde er in die American Academy of Arts and Sciences gewählt.
Chris Burden lebte und arbeitete zuletzt im kalifornischen Topanga, wo er am 10. Mai 2015 im Alter von 69 Jahren an den Folgen seiner Erkrankung an Hautkrebs (Malignes Melanom) starb.

## Werk
Burdens Werk umfasst verschiedene Kunstgattungen und bezieht oft extreme oder offen schockierende Ideen und Vorgänge ein. Seine frühen Arbeiten führten dabei bis hin zu Verletzungen des Künstlers selbst, wie in der Arbeit Shoot (1971), in der sich Burden durch einen Freund in einer Galerie mit einem Gewehr in den Arm schießen ließ. 1974 ließ sich Burden in einer seiner kontroversesten Performances namens Trans-Fixed wie bei einer Kreuzigung mit seinen Händen an einen VW Käfer nageln. 1975 legte er sich für die Arbeit Doomed (1975) im MCA unter eine Glasplatte, wobei er auf einer – den Veranstaltern nicht bekannten – Notiz im Vorfeld festgelegt hatte, so lange in dieser Position zu verharren, bis er durch das Museumspersonal darin unterbrochen werden würde – was erst nach über 45 Stunden geschah. In einem später geführten Interview äußerte Burden Verwunderung darüber, dass das Personal trotz seiner zunehmenden körperlichen Bedrängnis nichts unternommen hatte.

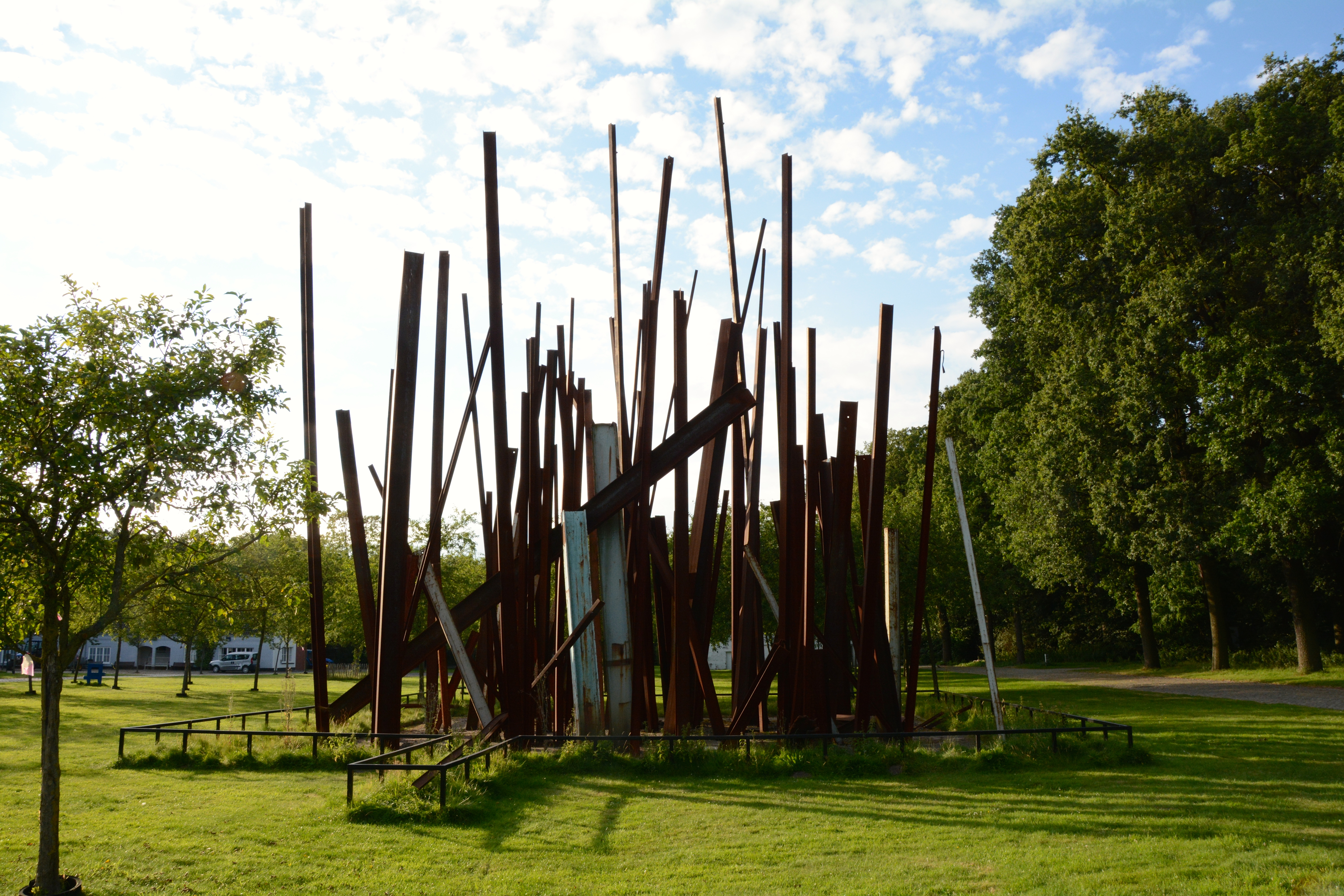
Beam Drop (2009)

Burden wandte sich darauf zunehmend von der Performance- und Body-Art ab; in späteren Arbeiten ist die provokative Haltung vielmehr ins Ironische übertragen. In der auf der documenta 6 gezeigten Videoarbeit Promo (1976) wird Chris Burdens Name in einer Reihe mit berühmten Künstlern von Leonardo da Vinci bis Pablo Picasso genannt; nach zweifacher Wiederholung erscheint schließlich die Angabe „paid by Chris Burden – artist“. In Arbeiten wie Flying Steamroller (1996) – einer karussellartig gehängten, rotierenden, zwölf Tonnen schweren Straßenwalze – oder Ghost Ship (2005) – einer sich mittels GPS selbst navigierenden Yacht – verlagerte Burden das riskante Experiment der frühen Arbeiten in die Technik.
Im Mai 2009 realisierte Burden im Middelheim-Skulpturenpark von Antwerpen seine dritte Beam Drop-Installation: Aus 50 Metern Höhe ließ ein Kran etwa 100 Stahlträger in ein 12 mal 12 Meter großes Becken mit Flüssigbeton fallen, „sodass die Stahlträger wie überdimensionale Mikado-Stäbe im Boden stecken blieben und mit Hilfe von Zufall und Schwerkraft“ eine abstrakte Skulptur entstand.
Ein weiterer Beam-Drop-Schauplatz ist eine Zementgrube in der Nähe von Brumadinho im Bundesstaat Minas Gerais in Brasilien. Hier ließ Chris Burden in Beam Drop Inhotim im Centro de Arte Contemporânea Inhotim 71 Eisenträger aus 45 Meter Höhe vertikal in eine Zementgrube fallen.
Sein 2003 entstandenes Werk Poured Concrete Bunker (auch „Bienenstockbunker“ genannt) war bis 2021 beim Bahnhof in der österreichischen Stadt Deutschlandsberg aufgestellt und wurde danach als Leihgabe der Eisenbahngesellschaft GKB und der Stadtgemeinde Deutschlandsberg dem Österreichischen Skulpturenpark in Premstätten bei Graz übergeben.
Noch eine Installation schuf Chris Burden im Jahre 2008, als er vor dem Los Angeles County Museum of Art 202 Straßenlaternen in einer, nach Größe sortierten, Form aufstellen ließ. Dieses Werk umfasste 16 verschiedene Laternentypen, welche aus den 1930ern stammten. Diese Montage trägt den Namen Urban Light und hat Ausmaße von 814 cm × 1.744 cm × 1.789 cm (320,5 in × 686,5 in × 704,5 in). 

## Rezeption
David Bowie nimmt in seinem Song Joe the Lion (1978) Bezug auf zwei Performances von Chris Burden: Transfixed ("Nail me to my car and I´ll tell you who you are") sowie Shoot ("Guess you´ll buy a gun / You´ll buy it secondhand").

## Belege
1. ↑  Peter Schjeldahl: Performance – Chris Burden and the limits of art. In: The New Yorker, 14. Mai 2007 (englisch).
2. ↑  Jenny Hontz: Gunplay, as Art, Sets Off a Debate. In: The New York Times, 5. Februar 2005 (englisch).
3. ↑  Margalit Fox: Chris Burden, a Conceptualist With Scars, Dies at 69. In: The New York Times vom 11. Mai 2015 (englisch, abgerufen am 12. Mai 2015).
4. ↑  Christopher Knight: Chris Burden dies at 69: Artist's light sculpture at LACMA is symbol of L.A. In: Los Angeles Times vom 10. Mai 2015 (englisch, abgerufen am 12. Mai 2015).
5. ↑  Dokumentation mehrerer Arbeiten von Chris Burden von 1971-1974 bei UbuWeb.
6. ↑  Colleen Mastony: Fearless, ’Doomed’ artist to reappear. (Memento des Originals vom 18. Mai 2015 im Internet Archive)  Info: Der Archivlink wurde automatisch eingesetzt und noch nicht geprüft. Bitte prüfe Original- und Archivlink gemäß Anleitung und entferne dann diesen Hinweis. In: Chicago Tribune, 4. Dezember 2007 (englisch).
7. ↑  Information zur Arbeit Promo bei MedienKunstNetz.
8. ↑  Kerstin Schweighöfer: Künstler gehen nicht in Rente. In: art – Das Kunstmagazin, Chris Burden Interview, 4. Juni 2009.
9. ↑  Werke im Skulpturenpark (abgerufen am 13. Dezember 2024).

| Personendaten    | Personendaten                        |
| ---------------- | ------------------------------------ |
| NAME             | Burden, Chris                        |
| KURZBESCHREIBUNG | US-amerikanischer bildender Künstler |
| GEBURTSDATUM     | 11. April 1946                       |
| GEBURTSORT       | Boston, Massachusetts                |
| STERBEDATUM      | 10. Mai 2015                         |
| STERBEORT        | Topanga, Kalifornien                 |